# Frescatihallen
Frescatihallen är en sporthall ritad av arkitekten Ralph Erskine och invigd 1983. Sporthallen ligger i området Frescati på Norra Djurgården i Stockholm där även huvuddelen av Stockholms universitet är beläget. 
Verksamheten drevs fram till 31 december 2016 under varumärket Frescatihallen, men efter det under namnet Frescati Sports Center.

## Historia
Frescati Sports Center är arkitekten Ralph Erskines tredje byggnad på Stockholms Universitet. Byggnaden finansierades av universitetets egna studenter i en särskild fond.  
Hallen valdes ut i en arkitekttävling där byggnadens kostnad var den avgörande faktorn. 

## Utformning
Hallen är enkel och rationellt konstruerad av bågformade spann. Till en början var det tänkt att byggnadens stomme skulle vara av metall. För att dra ner på kostnaderna och för att vinna tävlingen valdes istället trä som huvudmaterial till utformningen. 
Med tanke på den snäva budgeteringen så var det viktigt för arkitekten att ha utgifterna i åtanke och därför är de använda materialen valda utifrån att kräva minsta möjliga underhåll. Funktionerna, exempelvis ventilationen, är tydligt exponerade i volymen och den här ärliga formgivningen är återkommande i Erskines stil. 
Erskines tanke var att man skulle komma in i denna stora ljusa volym och uppleva rummet som att man vistades utomhus. På grund av en förkärlek till begreppet "Swedish Modern" valde arkitekten ljusa träslag samt vita färger för att ska en behaglig och ljus miljö för brukarna av lokalen. Dessutom är konceptet klimatsmart då man sparar in på kilowattimmar genom att reducera användandet av elektriska ljuskällor. Konceptet frångicks dock väldigt snabbt då det inte gick att kombinera med idrott; fönster täcktes för och ljusa färger ersattes med mörka. 

## Funktion
Hallen har en yta på totalt på 6 250 kvadratmeter och erbjuder ytor för olika bollspel, badminton, tennis, bordtennis, samt gruppträning mm. 
Målgruppen är i första hand studenter och anställda vid Stockholms universitet, men verksamheten och lokalerna kan även nyttjas av allmänhet, företag och föreningar.
Inne i den stora hangarbyggnaden finns en volym i form av en två våningar hög betongbyggnad där omklädningsrum och administration ryms. Från den här byggnaden fick man från början en god överblick över den stora sporthallens volym. Dock var detta inte bra ur idrottshänsyn utan stora skynken sattes upp i anläggningen för att skärma av.
Den rikliga mängden fönster i lokalen placerades så att brukarna inte skulle störas av direkt solljus, samtidigt som de skulle kunna ta del av naturen och årstidsväxlingar. Likt placeringen av fönster så riktas inte heller belysingen direkt mot idrottarna utan istället reflekteras den mot taket och träffar lokalen indirekt.
Gavlarna på byggnaden är av träpanel och anknyter till östfasaden på allhuset. Taket är täck med plåtar i standardfärger i ett oregelbundet mönster. Uppe på taket finnar men Erskins signatur, solfångaren. 

## Sporter
I hallen kan du spela badminton, pingis, tennis, minitennis, innebandy, fotboll, basket och volleyboll.

### Fotnoter
1. ↑  ”OM OSS”. FrescatiSportsCenter. https://www.frescatisportscenter.se/om-oss. Läst 20 februari 2020.
2. ↑  Egelius, Mats (1990). Ralph Erskine, architect. sid. 174,175
3. ↑  ”Om Frescatihallen”. Frescatihallen. Arkiverad från originalet den 29 oktober 2016. https://web.archive.org/web/20161029211534/http://www.frescatihallen.com/om-frescatihallen/. Läst 8 augusti 2015.
4. ↑  Bengt Ahlqvist, Ralph Erskine. ”Idrottshall på Frescati, Stockholm”. Arkitektur Nr 10, 1983.
5. ↑  ”Badminton”. FrescatiSportsCenter. https://www.frescatisportscenter.se/badminton. Läst 6 juli 2020.
6. ↑  ”Pingis”. FrescatiSportsCenter. https://www.frescatisportscenter.se/pingis. Läst 6 juli 2020.
7. ↑  ”Tennis”. FrescatiSportsCenter. https://www.frescatisportscenter.se/tennis. Läst 6 juli 2020.
8. ↑  ”Minitennis”. FrescatiSportsCenter. https://www.frescatisportscenter.se/minitennis. Läst 6 juli 2020.
9. ↑  ”Innebandy”. FrescatiSportsCenter. https://www.frescatisportscenter.se/innebandy. Läst 6 juli 2020.
10. ↑  ”Fotboll”. FrescatiSportsCenter. https://www.frescatisportscenter.se/fotboll. Läst 6 juli 2020.
11. ↑  ”Basket”. FrescatiSportsCenter. https://www.frescatisportscenter.se/basket. Läst 6 juli 2020.